# Torngarsuk

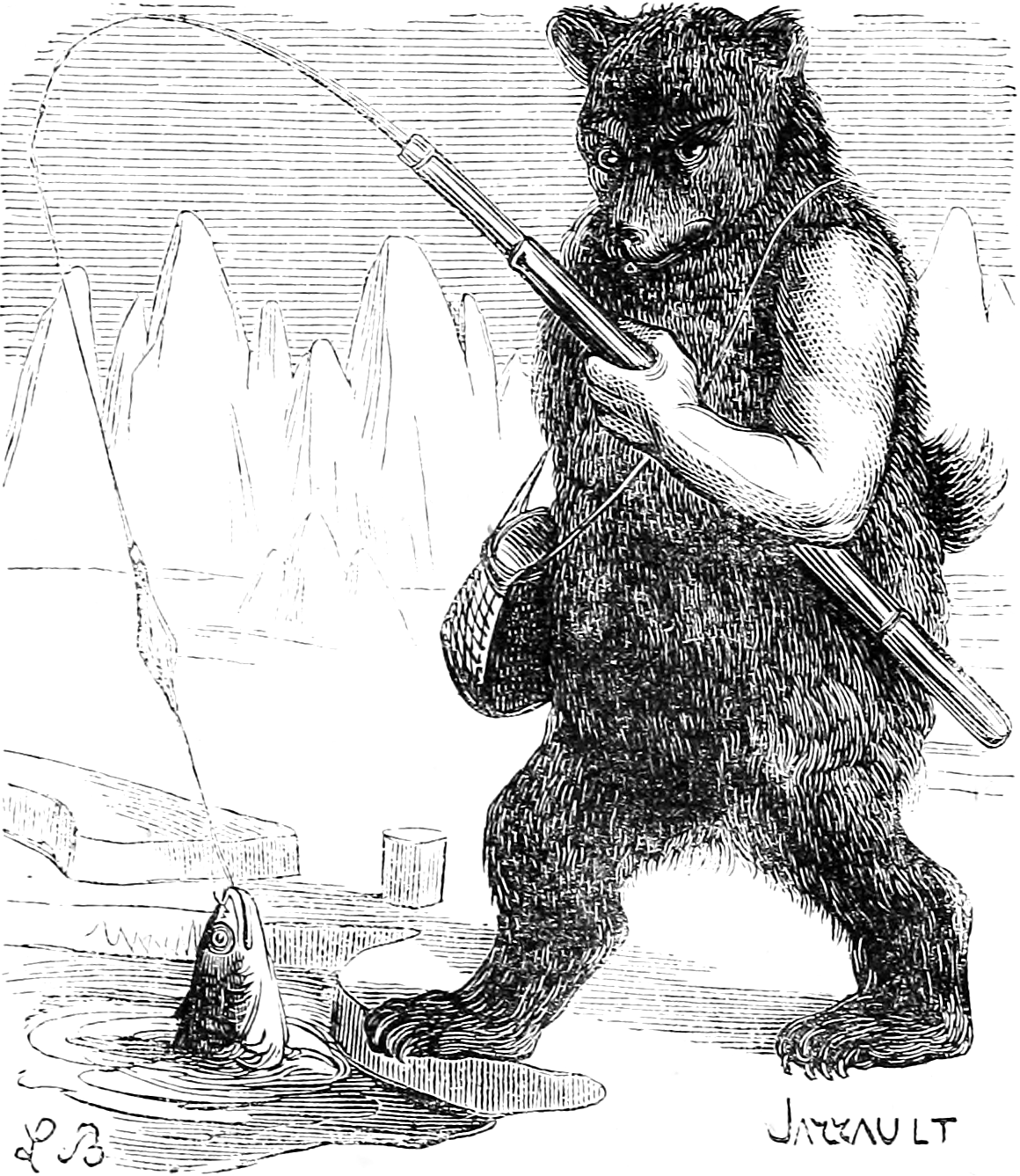
Torngarsuk representado en el Dictionnaire Infernal, edición de 1863.

En la religión inuit, Torngarsuk (o Torngasak) es un dios del mar, de la muerte y del inframundo, una de las deidades más importantes del panteón inuit. Se dice que es el líder de los Tornat, un grupo de dioses protectores.
Torngarsuk figura como un demonio o espíritu en el libro ocultista Dictionnaire Infernal, también conocido como Tornatik, Torngarsoak, Torngasoak, Tungrangayak, Tornasuk, etc. Es un espíritu travieso o demonio adorado mediante ofrendas en Groenlandia y en las regiones nororientales de Canadá.

## Descripción
Torngarsuk es el señor de las ballenas y las focas, y el ser sobrenatural más poderoso de Groenlandia. Se manifiesta en forma de oso, de hombre manco, o como una gran criatura humana semejante a uno de los dedos de una mano. Se considera invisible para todos excepto para los angakkuit (los curanderos o chamanes del pueblo inuit).
Estas descripciones aparentemente contradictorias no permiten saber con certeza cuál sería su forma, pero como gran espíritu o demonio, Torngarsuk es invocado por los pescadores y por los angakoqs" cuando alguien enferma. Existen otros espíritus invisibles para todos salvo para el angakkuq, que enseñan a los hombres cómo ser felices. Estos lo consideran su benefactor; cuando los anguekkok lo invocan, piden que, si no viene, los deje "en la tierra de la abundancia".

## Familiar
Cada angakkuq conserva un espíritu familiar en una botella de cuero, al que evoca y consulta como un oráculo. Este espíritu familiar busca a Torngarsuk en una cueva y trae buena fortuna además de poder curativo.

## Cultura popular
- En la cultura popular, los términos Tornasuk y angekok son conocidos principalmente por una breve mención de esta parte de la mitología e ideología inuit realizada por H. P. Lovecraft en su célebre cuento "La llamada de Cthulhu", donde estas ideas se presentan como parte de un culto "diabolista esquimal" que venera a Cthulhu como una encarnación o forma tangible de Torngarsuk.[3]
- En Marvel Comics, Torngarsuk se fusiona con elementos de Anguta y Tulugaak bajo el nombre de Hodiak; dios principal de los dioses del norte y abuelo divino de la miembro de Alpha Flight Snowbird.[4]